# Nastri d'argento 1965
La 20ª edizione dei Nastri d'argento si è svolta il 31 marzo 1965 a Roma.

## Vincitori e candidati
I vincitori sono indicati in grassetto, a seguire gli altri candidati.

### Regista del miglior film
- Pier Paolo Pasolini - Il Vangelo secondo Matteo
- Michelangelo Antonioni - Deserto rosso
- Pietro Germi - Sedotta e abbandonata

### Miglior produttore
- Franco Cristaldi - per il complesso dei film
- Carlo Ponti - Matrimonio all'italiana
- Alfredo Bini - Il Vangelo secondo Matteo

### Miglior soggetto originale
- Marco Ferreri - La donna scimmia
- Antonio Pietrangeli, Ruggero Maccari ed Ettore Scola - La visita
- Pietro Germi e Luciano Vincenzoni - Sedotta e abbandonata

### Migliore sceneggiatura
- Pietro Germi, Luciano Vincenzoni, Agenore Incrocci e Furio Scarpelli - Sedotta e abbandonata
- Citto Maselli e Suso Cecchi D'Amico - Gli indifferenti
- Antonio Pietrangeli, Ruggero Maccari ed Ettore Scola - La visita

### Migliore attrice protagonista
- Claudia Cardinale - La ragazza di Bube
- Sandra Milo - La visita
- Adriana Asti - Prima della rivoluzione
- Sophia Loren - Matrimonio all'italiana

### Migliore attore protagonista
- Saro Urzì - Sedotta e abbandonata
- Nino Manfredi - La ballata del boia
- Marcello Mastroianni - Matrimonio all'italiana

### Migliore attrice non protagonista
- Tecla Scarano - Matrimonio all'italiana
- Monica Vitti - Alta infedeltà

### Migliore attore non protagonista
- Leopoldo Trieste - Sedotta e abbandonata
- Vittorio Caprioli - Le voci bianche
- Gian Maria Volonté - Per un pugno di dollari

### Migliore musica
- Ennio Morricone - Per un pugno di dollari
- Giovanni Fusco - Deserto rosso
- Armando Trovajoli - Italiani brava gente

### Migliore fotografia in bianco e nero
- Tonino Delli Colli - Il Vangelo secondo Matteo
- Aiace Parolin - Sedotta e abbandonata
- Gianni Di Venanzo - Gli indifferenti

### Migliore fotografia a colori
- Carlo Di Palma - Deserto rosso
- Ennio Guarnieri - Le voci bianche
- Roberto Gerardi - Matrimonio all'italiana

### Migliore scenografia
- Luigi Scaccianoce - Gli indifferenti
- Luigi Scaccianoce - Il Vangelo secondo Matteo
- Pier Luigi Pizzi - Le voci bianche

### Migliori costumi
- Danilo Donati - Il Vangelo secondo Matteo
- Carlo Egidi - Sedotta e abbandonata

### Regista del miglior film straniero
- Stanley Kubrick - Il dottor Stranamore, ovvero: come imparai a non preoccuparmi e ad amare la bomba (Dr. Strangelove or: How I Learned to Stop Worrying and Love the Bomb)
- Luis Buñuel - Il diario di una cameriera (Le Journal d'une femme de chambre)
- Ingmar Bergman - Il silenzio (Tystnaden)